# Playboy de L.A.
Playboy de L.A. (titlu original: Spread ) este un film din anul 2009 în care joacă actorii Ashton Kutcher și Anne Heche. Este regizat de David Mackanzie. Filmul este cunoscut sub diferite denumiri: L.A. Gigolo în Danemarca, Toy Boy în Franța și Germania, American Playboy în Spania sau S-Lover în Coreea de Sud.

## Distribuție
- Ashton Kutcher - Nikki
- Anne Heche - Samantha "Sam"
- Margarita Levieva - Heather
- Sebastian Stan - Harry
- Ashley Johnson - Eva
- Rachel Blanchard - Emily
- Eric Balfour - Sean